# Mary Jane Simes

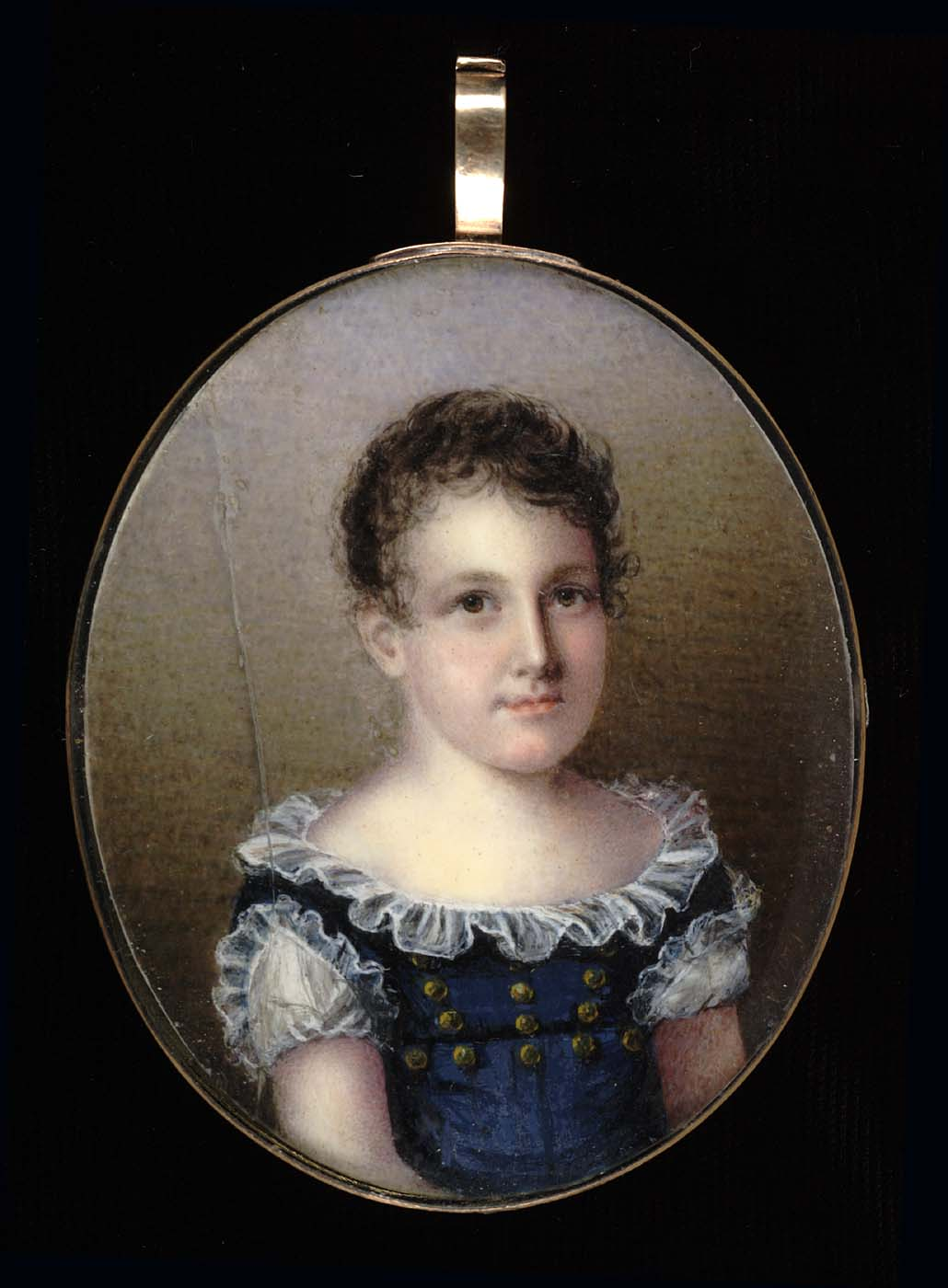
Retrato de uma jovem, 1825, por Mary Jane Simes. Aquarela sobre marfim. Acredita-se que o sujeito seja um membro da família Peale.

Mary Jane Simes (1807–1872) foi uma pintora de retratos americana que trabalhou tanto com óleos quanto com miniaturas pintadas. Ela nasceu em Baltimore em 1807 e morreu em 1872. Mary Jane Simes é membro da família Peale, uma importante linhagem de artistas e trabalhadores culturais na América dos séculos XVIII e XIX. Ela é descendente de Charles Willson Peale, que fundou um dos primeiros museus de arte e história natural dos Estados Unidos.  Suas tias eram Anna Claypoole Peale e Sarah Miriam Peale, que eram conhecidas como miniaturistas e pintoras a óleo, respectivamente.  Simes morou com sua tia Sarah durante parte de sua infância. Sua carreira como artista expositora terminou após seu casamento com John Floyd Yeats. 

## Carreira
Simes cresceu entre artistas e pouco se sabe sobre sua educação inicial.  No entanto, acredita-se que ela foi a única aluna de sua tia Anna e foi importante o suficiente durante sua vida para ser referenciada em um compêndio de mulheres artistas.   Simes expôs na Academia de Belas Artes da Pensilvânia ao longo de sua curta carreira. Simes esteve ativo de 1825 a 1835. Seu trabalho pode ser visto na Maryland Historical Society, no Smithsonian Museum of American Art,  no Cincinnati Art Museum,  e no Cheekwood Museum of Art.  Seu trabalho foi incluído em pesquisas do século XX sobre antiguidades americanas no Baltimore Museum of Art. 